# Чжоу Чуньсю
Чжо́у Чуньсю́ (кит. упр. 周春秀, пиньинь Zhōu Chūnxiù, р.15 ноября 1978) — китайская легкоатлетка-марафонец, призёр Олимпийских игр, чемпион Азиатских игр.

## Биография
Родилась в 1978 году в уезде Шэци округа Наньян провинции Хэнань. Уже в возрасте 11 лет вошла в сборную уезда, в 1996 году окончила спортивное училище в окружном центре в Наньяне и стала профессиональным спортивным работником. В 2001 году переехала в провинцию Цзянсу, и вошла сначала в сборную провинции Цзянсу, а затем и в национальную сборную.
В 2004 году приняла участие в Олимпийских играх в Афинах, но стала там только 33-й. В 2005 году приняла участие в чемпионате мира в Хельсинки, и заняла там 5-е место. В 2006 году стала чемпионкой Азиатских игр. В 2007 году стала серебряной призёркой чемпионата мира в Осаке. В 2008 году завоевала бронзовую медаль Олимпийских игр в Пекине. В 2010 году вновь стала чемпионкой Азиатских игр.